# Acer davidii
L'acero di Padre David (Acer davidii Franch.) è un piccolo albero deciduo della famiglia delle Sapindacee, che prende il nome da Armand David, il missionario francese che lo scoprì.

## Descrizione

### Portamento
Alto fino a quattordici metri nella varietà 'George Forrest', meno nella varietà 'Ernest Wilson', ha chioma affusolata.

### Corteccia
La corteccia è di color verde e presenta striature bianche.
I giovani rametti della varietà 'George Forrest' sono di color porpora o rosso scuro.

### Foglie
Nella varietà 'George Forrest' le foglie sono piane e di superficie più ampia di quelle degli altri aceri, ma non assumono colorazioni autunnali appariscenti. Nella varietà 'Ernest Wilson' appaiono più strette e ripiegate lungo la nervatura mediana, con colorazione autunnale rosso-arancione.

### Fiori
I fiori sono di colore giallo, riuniti in spighe della lunghezza variabile da cinque a dieci centimetri, sbocciano in maggio e non sono particolarmente appariscenti.

### Frutti
I frutti sono disamare con ali lunghe da due centimetri e mezzo a poco meno di quattro.

## Distribuzione e habitat
Questa specie è diffusa in Cina e Birmania.